# Organisatie Duurzame Energie (Nederland)

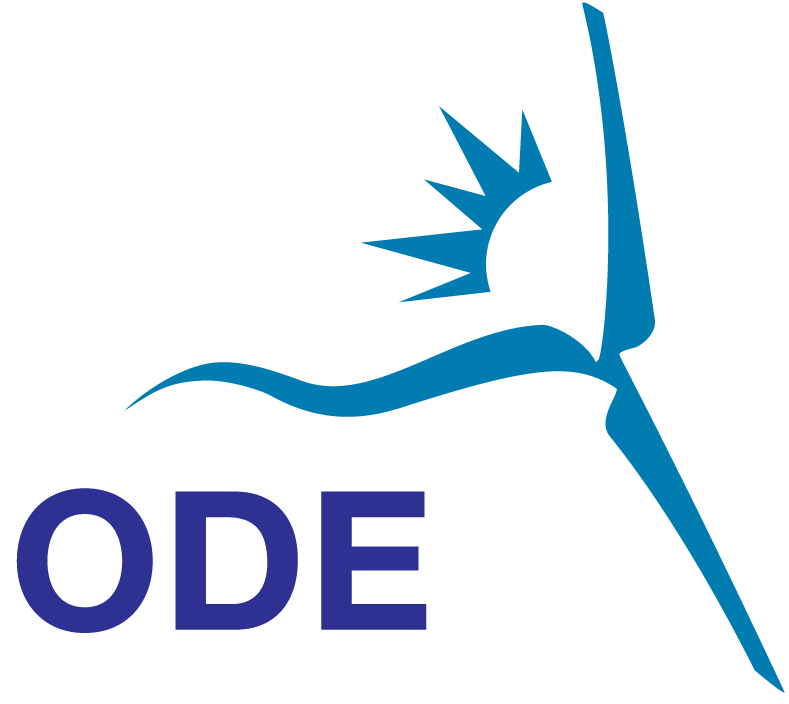

De Organisatie voor Duurzame Energie (ODE) was een Nederlandse landelijk opererende vereniging die duurzame vormen van energie in Nederland stimuleert. De vereniging werd opgericht in 1979 en richtte zich met name op burgers die in coöperatieve vorm duurzame energie opwekken, aanvankelijk vooral windenergie. Er waren via de leden van de aangesloten coöperaties ongeveer vijftienduizend aanhangers verenigd.
De vereniging gaf twee bladen uit, het ledenblad BODE en het blad Windnieuws over windenergie. ODE fuseerde in 2014 met E-Decentraal, een branche-organisatie van (nieuwe) energiecoöperaties, die de rijksoverheid werd mede-opgericht om een rol te spelen bij het Energie-akkoord. Direct na het ondertekenen van het energie akkoord door E-Decentraal trok de overheid de stekker uit de subsidie voor deze organisatie. 
ODE Decentraal is in 2019 samen met RESCOOP Nederland, eerder door ODE Decentraal opgericht, samengevoegd en hernoemd naar Energie Samen. EnergieSamen is lid van de brancheorganisatie NVDE.